# Bérengère Schuh
Bérengère Schuh, née le 13 juin 1984 à Auxerre, est une archère française spécialiste de l'arc classique.

## Biographie
Bérengère Schuh commence le tir à l'arc à 13 ans à Brienon-sur-Armançon. Rapidement, elle se constitue un palmarès  dans les catégories d'âge inférieures à senior en devenant championne d'Europe cadette en 1999 et en battant le record du Monde juniors à Nîmes en 2000 (119 points sur 120). En élite, elle décroche une première médaille mondiale en 2002 en gagnant une médaille de bronze par équipes aux championnats du monde en salle. La Française obtient un titre de championne du monde d'arc classique en salle en 2003. Alors âgée de 18 ans, elle s'illustre donc dans les compétitions en salle alors que seule l'épreuve en plein air figure au programme olympique. Elle parvient malgré tout à se qualifier pour les Jeux olympiques d'Athènes mais ne réalise pas les mêmes performances qu'en salle.
Battue en 32e de finale du tournoi individuel, elle échoue au pied du podium de l'épreuve par équipes en perdant le match pour la troisième place contre l'équipe de Chinese Taipei. Bérengère Schuh était alors accompagnée d'Alexandra Fouace et d'Aurore Trayan.
Sacrée championne d'Europe individuelle en 2008, elle se qualifie pour les Jeux olympiques d'été de 2008 en individuel et par équipes. Lors de cette dernière épreuve, Bérengère Schuh remporte la médaille de bronze en compagnie de Virginie Arnold et de Sophie Dodemont.
Au 9 juin 2010, elle occupe la 5e place du classement mondial, son meilleur classement étant 4e.
Lors des championnats d'Europe qui se sont déroulés à Amsterdam, dans le match de finale femmes par équipe qui l'opposait à l'Espagne, elle remporte la médaille d'or à seulement 3 points de la victoire dans le dernier set.
Quelques semaines avant les JO de Londres dans une vidéo explicative "Conseil d'Expert" diffusée sur Internet, Bérengère Schuh recommande le tir en "trois temps" : "le point de départ" (saisie et levée de l'arc), la continuité (portée de l'arc au visage) et le maintien (maintien de sa position après relâchement de la flèche).
En 2012, aux JO de Londres Bérengère enchaîne les victoires, elle remporte in extremis le 1/16 de finale lors de la flèche de barrage contre l'archère taïwanaise Lin-Cha-Ein. Elle s'incline en 1/4 de finale, battue par l'archère américaine Kathuna Lorig, 6-2.
Lors des championnats de France Scratch FITA qui se sont déroulés les 1 et 2 septembre 2012 à Amiens, soit un mois après les JO, Bérengère (en catégorie dames arc classique en individuel) a enchaîné les victoires jusqu'en finale affrontant Cyrielle Cotry, archère picarde, qui conserve son titre de championne de France à domicile (là encore lors de la flèche de barrage (9-9) faisant se retrouver Bérengère Schuh à la 2e place, obtenant une médaille d'argent. Elle conserve son titre de vice-championne de France.
Lors des championnats d'Europe en salle qui se sont déroulés à Nîmes du 18 au 20 janvier 2013, Bérengère a enchaîné les victoires jusqu'en 1/8, échouant dans le match qui l'opposait à Virginie Arnold, l'une de ses compatriotes.

## Records
Le 5 mars 2009, Bérengère établit un nouveau record de France de tir en salle (2x18 mètres) avec 592 points sur 600 à Rzeszów en Pologne.
Le 9 octobre 2009, elle bat le record de France en Tir FITA à 70 mètres avec 675 points sur 720 à Madrid en Espagne.
Le 18 janvier 2012, elle bat le record de France en Tir à l'arc Extérieur en équipe (3x72 flèches) à 70 mètres avec 1960 points sur 2160 à Canberra en Australie accompagnée de Sophie Dodemont et Cyrielle Cotry.

## Palmarès

### Jeux olympiques d'été
- Médaille de bronze sur l'épreuve par équipes aux Jeux olympiques de 2008 à Pékin (Chine)

### Championnats du monde (tir en salle)
- Médaille d'or en individuel en 2003
- Médaille d'argent en individuel en 2007
- Médaille de bronze en individuel en 2009

### Coupe du monde (tir en salle)
- Médaille de bronze en individuel en 2013

### Championnats d'Europe (extérieur)
- Médaille d'or en individuel en 2008

### Championnats de France (tir en salle)
- Médaille d'or en individuel en 2003
- Médaille d'or en individuel en 2006

### Divers
- Vainqueur du tournoi de Nîmes en 2002